# Canton d'Évian-les-Bains
Le canton d'Evian (1793, 1860), devenu le canton d'Évian-les-Bains (1865), est une circonscription électorale française située dans le département de la Haute-Savoie et la région Auvergne-Rhône-Alpes. Cette division administrative est différente de la Communauté de communes du pays d'Évian. À la suite du redécoupage cantonal de 2014, les limites territoriales du canton sont remaniées. Le nombre de communes du canton passe de 15 à 33.

## Histoire
À la suite de l'annexion du duché de Savoie à la France révolutionnaire en 1792, le pays d'Évian — ou Pays de Gavot — est organisé en canton avec Evian pour chef-lieu, en 1793, au sein du département du Mont-Blanc, dans le district de Thonon,. Ce nouveau canton comptait quatorze communes : Bernex ; Evian ; Féterne ; Larringes ; Lugrin ; Marin ; Maxilly ; Neuvecelle ; Novel ; Publier ; Saint-Gingolph ; Saint-Paul ; Thollon et Vinzier, avec 8 759 habitants. Avec la réforme de 1800, le canton avec désormais dix-neuf communes est intégré dans le nouveau département du Léman.
En 1814, puis 1815, le duché de Savoie retourne dans le giron de la maison de Savoie. Le canton français d'Evian devient dans la nouvelle organisation de 1816 un mandement sarde comprenant onze communes : Evian ; Féterne ; Larringes ; Lugrin ; Maxilly ; Neuvecelle ; Novel ; Publier ; Saint-Gingolph ; Saint-Paul et Thollon, au sein de la province du Chablais. Les nouvelles réformes de 1818 et 1837 ne modifient pas l'organisation du mandement.
Au lendemain de l'Annexion de 1860, le duché de Savoie est réunis à la France et retrouve une organisation cantonale, au sein du nouveau département de la Haute-Savoie (créé par décret impérial le 15 juin 1860). Le canton d'Evian est à nouveau créé. Le nom du canton change en 1860 avec la modification du nom de son chef-lieu qui devient en 1865 Évian-les-Bains.
Par décret du 13 février 2014, le nombre de cantons du département est divisé par deux, avec mise en application aux élections départementales de mars 2015. Le canton d'Évian-les-Bains est conservé et s'agrandit. Il passe de 15 à 33 communes.

## Représentation

### Conseillers généraux de 1861 à 2015
| Période | Période          | Identité                 | Étiquette             | Qualité |
| ------- | ---------------- | ------------------------ | --------------------- | --- |
| 1861    | 1867             | Gaspard Folliet          | Bonapartiste          | Médecin, maire d'Évian-les-Bains |
| 1867    | 1878 (décès)     | Baron Ennemond de Blonay | Libéral               | Maire d'Évian-les-Bains |
| 1878    | 1880 (démission) | André Folliet            | Républicain           | Avocat, député (1871-1894) Elu en 1880 dans le Canton de Douvaine |
| 1880    | 1887 (décès)     | Eugène Briguet           | Républicain           | Avocat, maire d'Évian-les-Bains (1882-1884) |
| 1887    | 1894 (décès)     | Philippe Billiod         | Républicain           | Rentier et propriétaire |
| 1894    | 1917 (décès)     | Charles Clerc            | Républicain           | Notaire Maire d'Évian-les-Bains (1912-1914) |
| 1919    | 1931             | Auguste Trombert         | Rad.                  | Médecin - Premier adjoint au Maire d'Évian-les-Bains |
| 1931    | 1937             | Paul Léger               | SFIO                  | Instituteur puis secrétaire général de la mairie d'Évian-les-Bains Maire d'Évian-les-Bains (1929-1939)                                                                                     |
| 1937    | 1940             | Auguste Trombert         | Rad.ind.              | Médecin - Premier adjoint au Maire d'Évian-les-Bains |
|         |                  |                          |                       | |
| 1942    | 1945             | Pierre Baud              |                       | Quincaillier Maire d'Évian-les-Bains (1941-1944) Nommé conseiller départemental en 1942 |
|         |                  |                          |                       | |
| 1945    | 1951             | Eugène Boujon            | SFIO                  | Exploitant agricole Maire de Champanges (1944-1971) |
| 1951    | 1964             | Paul Favre (1921-2015)   | MRP                   | Notaire, conseiller municipal d'Evian-les-Bains (1959-1965) Sénateur (1966-1968) |
| 1964    | 1982             | Jean Combet              | SFIO puis PS puis DVG | Ancien secrétaire général de mairie Maire d'Évian-les-Bains (1961-1971) |
| 1982    | 2003 (démission) | Marc Francina            | RPR puis DVD          | Conseiller financier et bancaire Maire d'Évian-les-Bains (1995-2018) Suppléant de Jean-Marc Chavanne (2002-2003) Député (2003-2017) Président de la Communauté de communes du pays d'Évian |
| 2003    | 2008             | Louis Duret              | UMP                   | Ingénieur Maire de Neuvecelle (1983-2014) Président de la Communauté de communes du pays d'Évian                                                                                           |
| 2008    | 2015             | Gaston Lacroix           | DVG                   | Retraité Maire de Publier (2002-2020) |

### Conseillers d'arrondissement (de 1861 à 1940)
Le canton d'Évian avait deux conseillers d'arrondissement. 
| Période                                  | Période      | Identité                                  | Étiquette   | Qualité |
| ---------------------------------------- | ------------ | ----------------------------------------- | ----------- | --- |
| 1871                                     |              | François Bonjon                           |             | Maire de Féternes                                                                                           |
| 1871                                     |              | Édouard Monthon                           |             | Banquier à Évian                                                                                            |
|                                          | 1876 (décès) | Édouard Jean-François Folliet (1824-1876) |             | Avocat, juge de paix à Évian                                                                                |
|                                          |              |                                           |             | |
| 1892                                     |              | Adolphe Morel                             | Républicain | Maire de Publier                                                                                            |
|                                          |              |                                           |             | |
| av.1908                                  |              | Jules-Célestin Julliard                   |             | Boulanger, maire de Lugrin                                                                                  |
| av.1910                                  | 1923 (décès) | Ernest Naz (1857-1923)                    |             | Boulanger, maire de Publier                                                                                 |
|                                          |              |                                           |             | |
| av.1934                                  | 1940         | Ernest Bujon                              | Radical     | Maire de Vinzier                                                                                            |
|                                          | 1934         | Lubin Place (1871-1944)                   | Radical     | Cultivateur, laitier à Publier                                                                              |
|                                          | 1934 (décès) | Jules Larpin (1868-1934)                  | Radical     | Cultivateur, boulanger, maire de Larringes                                                                  |
| 1934                                     | 1940         | Jean-Baptiste Bernex (1893-1947)          | DVD         | Médecin à Évian                                                                                             |
| 1940                                     |              |                                           |             | Les conseils d'arrondissement ont été suspendus par la loi du 12 octobre 1940 et n'ont jamais été réactivés |
| Les données manquantes sont à compléter. |              |                                           |             | |

### Conseillers départementaux à partir de 2015
| Période élective | Période élective | Mandat | Mandat   | Identité      | Nuance | Nuance | Qualité |
| ---------------- | ---------------- | ------ | -------- | ------------- | ------ | ------ | --- |
| 2015             | 2021             | 2015   | 2021     | Josiane Lei   |        | LR     | Infirmière Maire d'Évian-les-Bains (depuis 2018) Présidente de la Communauté de communes du pays d'Évian 9ème Vice-Présidente Enfance, Famille, Grand-Age, Handicap |
| 2015             | 2021             | 2015   | 2021     | Nicolas Rubin |        | LR     | Cadre Maire de Châtel (depuis 2008) Président de l'Association des Maires de Haute-Savoie                                                                           |
| 2021             | 2028             | 2021   | en cours | Josiane Lei   |        | LR     | Conseillère sortante |
| 2021             | 2028             | 2021   | en cours | Nicolas Rubin |        | LR     | Conseiller sortant, 1er Vice-Président |

### Résultats détaillés

#### Élections de mars 2015
À l'issue du 1er tour des élections départementales de 2015, deux binômes sont en ballottage : Josiane Lei et Nicolas Rubin (UMP, 36,13 %) et Patrick Chevallay et Jessica Terreni (FN, 26,3 %). Le taux de participation est de 46,68 % (16 360 votants sur 35 048 inscrits) contre 45,4 % au niveau départemental et 50,17 % au niveau national.
Au second tour, Josiane Lei et Nicolas Rubin (UMP) sont élus avec 69,35 % des suffrages exprimés et un taux de participation de 47,92 % (10 496 voix pour 16 794 votants et 35 047 inscrits).

#### Élections de juin 2021
Le premier tour des élections départementales de 2021 est marqué par un très faible taux de participation (33,26 % au niveau national). Dans le canton d'Évian-les-Bains, ce taux de participation est de 31,54 % (11 292 votants sur 35 806 inscrits) contre 28,81 % au niveau départemental. À l'issue de ce premier tour, deux binômes sont en ballottage : Josiane Lei et Nicolas Rubin (LR, 62,07 %) et Charlotte Deschamp et Jean Philippe Robert (DVG, 18,88 %).
Le second tour des élections est marqué une nouvelle fois par une abstention massive équivalente au premier tour. Les taux de participation sont de 34,36 % au niveau national, 29,17 % dans le département et 31,04 % dans le canton d'Évian-les-Bains. Josiane Lei et Nicolas Rubin (LR) sont élus avec 74,58 % des suffrages exprimés (7 835 voix pour 11 116 votants et 35 811 inscrits),,. 

## Composition

### Composition avant 2015
Le canton d'Évian-les-Bains regroupait 15 communes jusqu'en 2015. Les communes du canton appartenaient toutes à la Communauté de communes du pays d'Évian, présidée par Louis Duret.
| Nom                         | Code Insee | Codepostal | Superficie (km2) | Population (dernière pop. légale) | Densité (hab./km2) |
| --------------------------- | ---------- | ---------- | ---------------- | --------------------------------- | ------------------ |
| Évian-les-Bains (chef-lieu) | 74119      | 74500      | 4,29             | 8 527 (2012)                      | 1 988              |
| Bernex                      | 74033      | 74500      | 22,31            | 1 248 (2012)                      | 56                 |
| Champanges                  | 74057      | 74500      | 3,71             | 868 (2012)                        | 234                |
| Féternes                    | 74127      | 74500      | 14,31            | 1 380 (2012)                      | 96                 |
| Larringes                   | 74146      | 74500      | 8,07             | 1 262 (2012)                      | 156                |
| Lugrin                      | 74154      | 74500      | 13,22            | 2 336 (2012)                      | 177                |
| Maxilly-sur-Léman           | 74172      | 74500      | 4,07             | 1 332 (2012)                      | 327                |
| Meillerie                   | 74175      | 74500      | 3,91             | 323 (2012)                        | 83                 |
| Neuvecelle                  | 74200      | 74500      | 4,00             | 2 750 (2012)                      | 688                |
| Novel                       | 74203      | 74500      | 9,75             | 54 (2012)                         | 5,5                |
| Publier                     | 74218      | 74500      | 8,92             | 6 506 (2012)                      | 729                |
| Saint-Gingolph              | 74237      | 74500      | 7,33             | 783 (2012)                        | 107                |
| Saint-Paul-en-Chablais      | 74249      | 74500      | 14,45            | 2 219 (2012)                      | 154                |
| Thollon-les-Mémises         | 74279      | 74500      | 13,78            | 708 (2012)                        | 51                 |
| Vinzier                     | 74308      | 74500      | 6,51             | 723 (2012)                        | 111                |

### Composition depuis 2015
Depuis 2014, le canton d'Évian-les-Bains regroupe 33 communes entières.
| Nom                                     | Code Insee | Intercommunalité                   | Superficie (km2) | Population (dernière pop. légale) | Densité (hab./km2) | Modifier                                    |
| --------------------------------------- | ---------- | ---------------------------------- | ---------------- | --------------------------------- | ------------------ | ------------------------------------------- |
| Évian-les-Bains (bureau centralisateur) | 74119      | CC Pays d'Évian Vallée d'Abondance | 4,29             | 9 224 (2022)                      | 2 150              | modifier les données · modifier les données |
| Abondance                               | 74001      | CC Pays d'Évian Vallée d'Abondance | 58,84            | 1 536 (2022)                      | 26                 | modifier les données · modifier les données |
| La Baume                                | 74030      | CC du Haut-Chablais                | 16,91            | 322 (2022)                        | 19                 | modifier les données · modifier les données |
| Bernex                                  | 74033      | CC Pays d'Évian Vallée d'Abondance | 22,31            | 1 450 (2022)                      | 65                 | modifier les données · modifier les données |
| Le Biot                                 | 74034      | CC du Haut-Chablais                | 13,18            | 636 (2022)                        | 48                 | modifier les données · modifier les données |
| Bonnevaux                               | 74041      | CC Pays d'Évian Vallée d'Abondance | 7,82             | 282 (2022)                        | 36                 | modifier les données · modifier les données |
| Champanges                              | 74057      | CC Pays d'Évian Vallée d'Abondance | 3,71             | 1 181 (2022)                      | 318                | modifier les données · modifier les données |
| La Chapelle-d'Abondance                 | 74058      | CC Pays d'Évian Vallée d'Abondance | 37,85            | 873 (2022)                        | 23                 | modifier les données · modifier les données |
| Châtel                                  | 74063      | CC Pays d'Évian Vallée d'Abondance | 32,19            | 1 168 (2022)                      | 36                 | modifier les données · modifier les données |
| Chevenoz                                | 74073      | CC Pays d'Évian Vallée d'Abondance | 10,54            | 701 (2022)                        | 67                 | modifier les données · modifier les données |
| La Côte-d'Arbroz                        | 74091      | CC du Haut-Chablais                | 12,24            | 355 (2022)                        | 29                 | modifier les données · modifier les données |
| Essert-Romand                           | 74114      | CC du Haut-Chablais                | 6,78             | 520 (2022)                        | 77                 | modifier les données · modifier les données |
| Féternes                                | 74127      | CC Pays d'Évian Vallée d'Abondance | 14,31            | 1 520 (2022)                      | 106                | modifier les données · modifier les données |
| La Forclaz                              | 74129      | CC du Haut-Chablais                | 4,04             | 225 (2022)                        | 56                 | modifier les données · modifier les données |
| Les Gets                                | 74134      | CC du Haut-Chablais                | 29,98            | 1 227 (2022)                      | 41                 | modifier les données · modifier les données |
| Larringes                               | 74146      | CC Pays d'Évian Vallée d'Abondance | 8,07             | 1 589 (2022)                      | 197                | modifier les données · modifier les données |
| Lugrin                                  | 74154      | CC Pays d'Évian Vallée d'Abondance | 13,22            | 2 536 (2022)                      | 192                | modifier les données · modifier les données |
| Marin                                   | 74166      | CC Pays d'Évian Vallée d'Abondance | 5,57             | 1 921 (2022)                      | 345                | modifier les données · modifier les données |
| Maxilly-sur-Léman                       | 74172      | CC Pays d'Évian Vallée d'Abondance | 4,07             | 1 519 (2022)                      | 373                | modifier les données · modifier les données |
| Meillerie                               | 74175      | CC Pays d'Évian Vallée d'Abondance | 3,91             | 301 (2022)                        | 77                 | modifier les données · modifier les données |
| Montriond                               | 74188      | CC du Haut-Chablais                | 24,71            | 956 (2022)                        | 39                 | modifier les données · modifier les données |
| Morzine                                 | 74191      | CC du Haut-Chablais                | 44,10            | 2 661 (2022)                      | 60                 | modifier les données · modifier les données |
| Neuvecelle                              | 74200      | CC Pays d'Évian Vallée d'Abondance | 4,00             | 3 224 (2022)                      | 806                | modifier les données · modifier les données |
| Novel                                   | 74203      | CC Pays d'Évian Vallée d'Abondance | 9,75             | 53 (2022)                         | 5,4                | modifier les données · modifier les données |
| Publier                                 | 74218      | CC Pays d'Évian Vallée d'Abondance | 8,92             | 7 793 (2022)                      | 874                | modifier les données · modifier les données |
| Saint-Gingolph                          | 74237      | CC Pays d'Évian Vallée d'Abondance | 7,33             | 907 (2022)                        | 124                | modifier les données · modifier les données |
| Saint-Jean-d'Aulps                      | 74238      | CC du Haut-Chablais                | 40,19            | 1 543 (2022)                      | 38                 | modifier les données · modifier les données |
| Saint-Paul-en-Chablais                  | 74249      | CC Pays d'Évian Vallée d'Abondance | 14,45            | 2 598 (2022)                      | 180                | modifier les données · modifier les données |
| Seytroux                                | 74271      | CC du Haut-Chablais                | 18,44            | 535 (2022)                        | 29                 | modifier les données · modifier les données |
| Thollon-les-Mémises                     | 74279      | CC Pays d'Évian Vallée d'Abondance | 13,78            | 808 (2022)                        | 59                 | modifier les données · modifier les données |
| Vacheresse                              | 74286      | CC Pays d'Évian Vallée d'Abondance | 31,02            | 912 (2022)                        | 29                 | modifier les données · modifier les données |
| La Vernaz                               | 74295      | CC du Haut-Chablais                | 7,78             | 288 (2022)                        | 37                 | modifier les données · modifier les données |
| Vinzier                                 | 74308      | CC Pays d'Évian Vallée d'Abondance | 6,51             | 883 (2022)                        | 136                | modifier les données · modifier les données |
| Canton d'Évian-les-Bains                | 7407       |                                    | 540,81           | 52 247 (2022)                     | 97                 | modifier les données                        |

## Démographie

### Démographie avant 2015
| 1962   | 1968   | 1975   | 1982   | 1990   | 1999   | 2006   | 2011   | 2012   |
| ------ | ------ | ------ | ------ | ------ | ------ | ------ | ------ | ------ |
| 15 013 | 16 323 | 17 232 | 18 898 | 22 965 | 25 047 | 28 420 | 30 455 | 31 019 |

### Démographie depuis 2015
En 2022, le canton comptait 52 247 habitants, en évolution de +5,98 % par rapport à 2016 (Haute-Savoie : +6,01 %, France hors Mayotte : +2,11 %).
| 2013   | 2018   | 2022   |
| ------ | ------ | ------ |
| 46 990 | 50 443 | 52 247 |